# Brienne-la-Vieille
Brienne-la-Vieille är en kommun i departementet Aube i regionen Grand Est (tidigare regionen Champagne-Ardenne) i nordöstra Frankrike. Kommunen ligger  i kantonen Brienne-le-Château som ligger i arrondissementet Bar-sur-Aube. År 2022 hade Brienne-la-Vieille 386 invånare.

## Befolkningsutveckling
Antalet invånare i kommunen Brienne-la-Vieille
Referens: INSEE